# Unión Deportiva Salamanca
Ne doit pas être confondu avec Unionistas de Salamanca Club de Fútbol.
Maillots
L'Unión Deportiva Salamanca était un club de football espagnol basé à Salamanque. Fondé en 1923, le club fait faillite et disparaît en 2013.

## Histoire
Le club compte à son actif 12 saisons en première division et 34 saisons en deuxième division. Il obtient son meilleur classement en D1 lors de la saison 1974-1975, où il se classe 7e du championnat, avec 10 victoires, 15 matchs nuls et 9 défaites, soit un total de 35 points.
Salamanque est relégué en Segunda B, l'équivalent de la troisième division, à l'issue de la saison 2010/2011.
Après 90 années d'histoire, l'UD Salamanca est liquidée le 18 juin 2013, en raison d'accumulation de dettes impayées.
Deux clubs sont fondés en 2013 pour succèder à l'UD Salamanque : le Salamanque CF UDS et Unionistas de Salamanque. Ces deux clubs montent en Segunda División B en 2018.

## Anciens joueurs
- Diego Latorre
- Martín Cardetti
- Joeano
- Pedro Botelho
- Sandro
- Víctor Bonilla
- Tomislav Ivković
- Marco Lanna
- Mutiu Adepoju
- Pablo Zegarra
- José del Solar
- João Alves
- Pauleta
- Ariza Makukula
- Gabriel Popescu
- Bogdan Stelea
- Lucian Marinescu
- Ovidiu Stîngă
- Míchel Salgado
- Ismael Urzáiz
- Catanha
- Carlos Diarte
- Manuel Tomé

## Anciens entraîneurs
- Paco Campos
- Juanma Lillo
- Juan Ignacio Martínez